# André Chareyre
Pour les articles homonymes, voir Chareyre.
André Chareyre, né le 19 septembre 1901 à Chomérac (Ardèche) et mort le 6 mars 1965 à Chomérac (Ardèche), était un homme politique français.

## Biographie
André Joseph Chareyre est le fils de Jean Chareyre et Mélanie Hébrard qui exerçait la profession de ménagère. Après ses études, Chareyre commence sa carrière professionnelle comme artisan mécanicien dans son village natal de Chomérac ou il possédait un petit garage sur la route reliant Privas à Viviers. Sa carrière politique commence sous l'Occupation quand il est nommé par le préfet Jean Esquirol, maire de sa commune en 1942 et il garde cette fonction jusqu'en 1944. À la Libération, il fait la connaissance de Paul Ribeyre qui lui propose de rejoindre son groupe de l'URA et André Chareyre décide de s'investir sur le plan politique en rejoignant le CNIP.
Candidat aux cantonales de 1951, Chareyre est élu conseiller général du canton de Chomérac à la suite de sa victoire sur le radical Jean Perrin. Lors des municipales de mars 1953, il devient 1er adjoint au maire et il est réélu avec brio lors des cantonales de 1958 ensuite il est investi par son parti pour être candidat aux législatives de novembre 1958 ou il arrive en tête du premier tour face au député sortant communiste Roger Roucaute et il sera élu au second avec 46,67 % dans une quadrangulaire. En mars 1959, Chareyre retrouve la mairie de Chomérac. Durant son mandat de député, il vota la confiance à Michel Debré, il appela à votez OUI lors du référendum sur l'autogestion de l'Algérie en 1961 et il soutient le gouvernement de Georges Pompidou en avril 1962 mais quelques mois plus tard en octobre, il vota la défiance contre ce même gouvernement.
À la suite de cela, le général de Gaulle dissous l'Assemblée national et André Chareyre est candidat pour un second mandat mais au soir du 1er tour, il est en ballottage défavorable face au maire de Cruas le communiste Henri Chaze et le gaulliste Aimé Jeanjean. André Chareyre est battu au second tour avec 35,79 % des voix contre le candidat du PCF qui obtient 37,20 % et Jeanjean 27,01 % des voix. Réélu conseiller général le 15 mars 1964, Chareyre décède quelques jours avant les municipales de 1965.

## Détail des fonctions et des mandats
- 3 décembre 1942 - 1944 : Maire de Chomérac
- 14 octobre 1951 - 6 mars 1965 : Conseiller général de Chomérac
- 30 novembre 1958 - 9 octobre 1962 : Député de la 1re circonscription de l'Ardèche
- 15 mars 1959 - 6 mars 1965 : Maire de Chomérac